# Hink

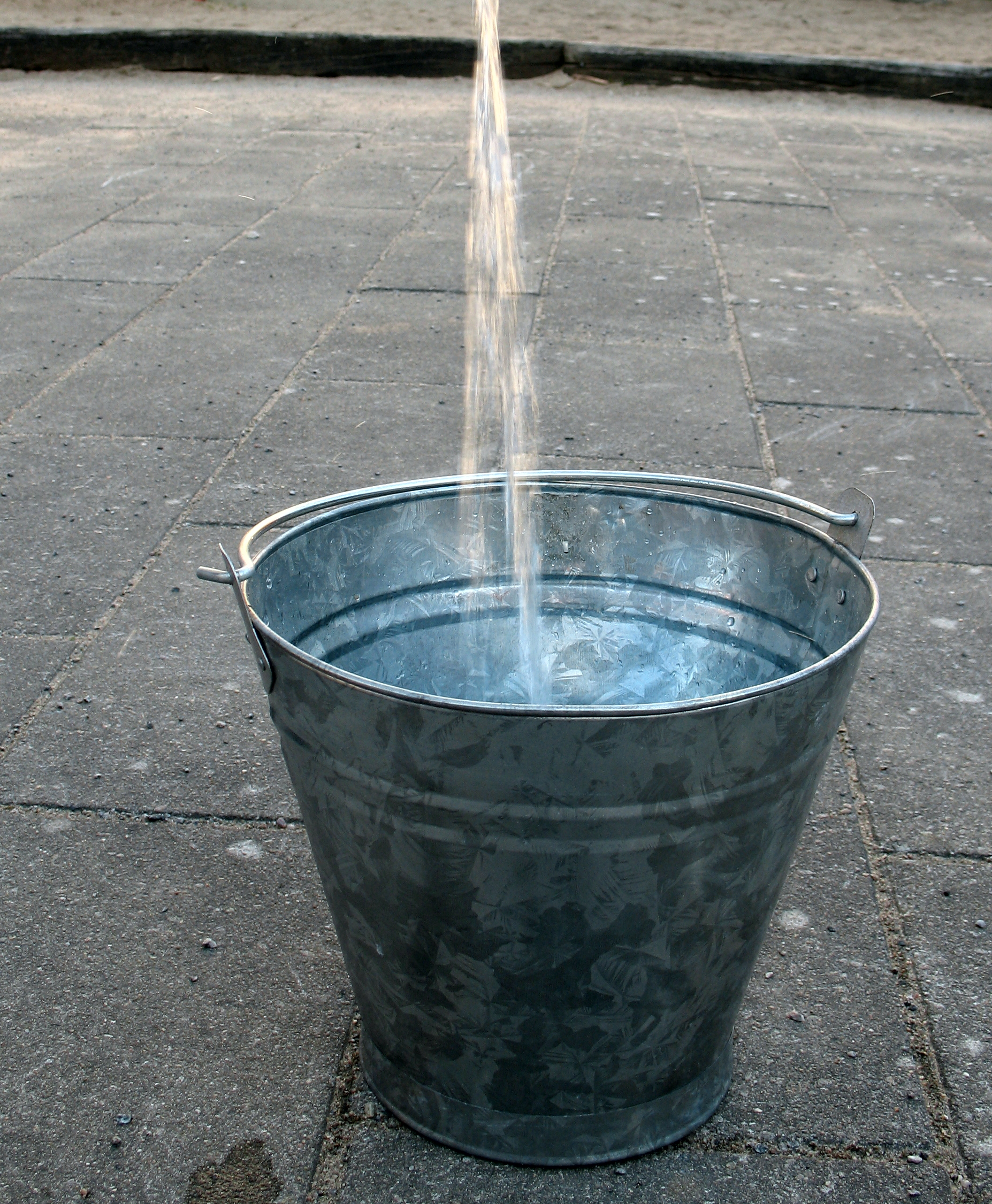
En hink av metall.

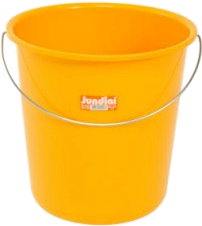
En hink av plast.

En hink, en spann är en nästan cylindrisk behållare med handtag avsedd för transport av vätskor, sand med mera. Till sjöss brukar föremålet kallas pyts, därav att pytsa, vilket innebär att slå ut en pyts vatten på däcket för rengöring, vilket kallas att svabba däcket.
Oftast är formen svagt konlik med slät eller välvd botten. Hinkar tillverkas numera vanligen av plast, ibland även av metall. Innan industrialiseringen tillverkades hinkar ofta av trä på samma sätt som tunnor och andra laggkärl.
Hinkar används för att transportera vatten eller andra vätskor men även varor med relativt liten partikelstorlek som pulver eller småsten och många sorters livsmedel som socker, mjöl, ris eller bär.
Hink kan även användas i musikaliska sammanhang, då som rytmikinstrument. En av de mer kända utövarna är Larry Wright, som spelar på plasthinkar.
Ordet "hink" finns belagt i svenska språket sedan 1509.

## Typer av hinkar
En sophink är en hink som används för tillfällig förvaring av mindre sopor, som till exempel hushållssopor. I sophinken sitter det normalt en plastpåse som lyfts ur när sophinken ska tömmas.
En slaskhink (ibland förkortat till slask) är en hink som används för tillfällig förvaring av flytande, blött eller komposterbart köksavfall (slask). Slaskhinken saknar vanligen innerpåse.
En skurhink är en hink som används i samband med golvskurning. Hinken fylls då med vatten och såpa och en mopp, skurborste eller skurtrasa doppas sedan i hinken, med vilka golvet våttorkas. 
Rulle är den fackmässiga benämningen på en hink för murbruk. Rullen är, till skillnad från den koniska hinken, cylindrisk, med en diameter ungefär = höjden. Ibland kallas rullen balja.